# Scott Dixon

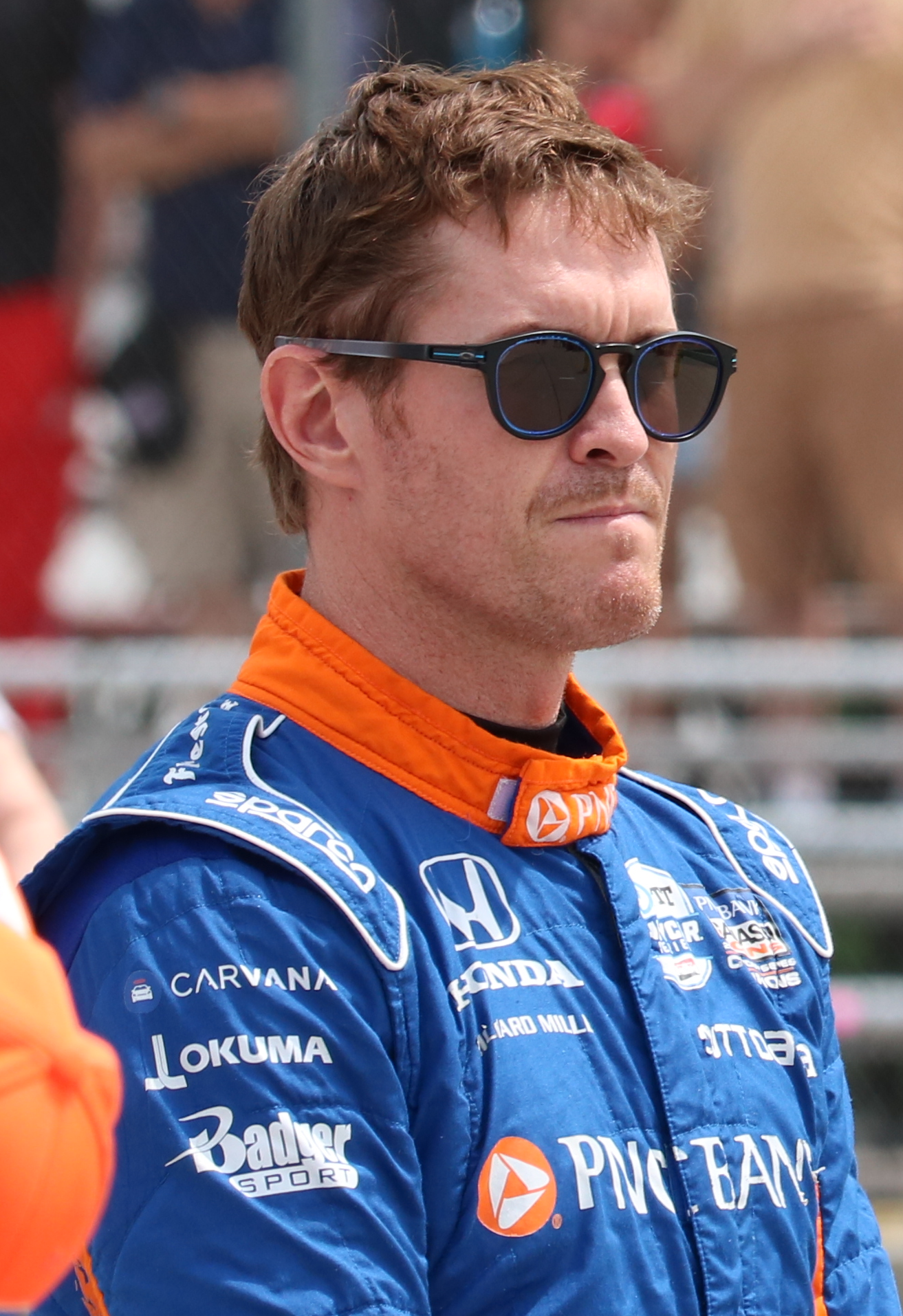
Scott Dixon 2021

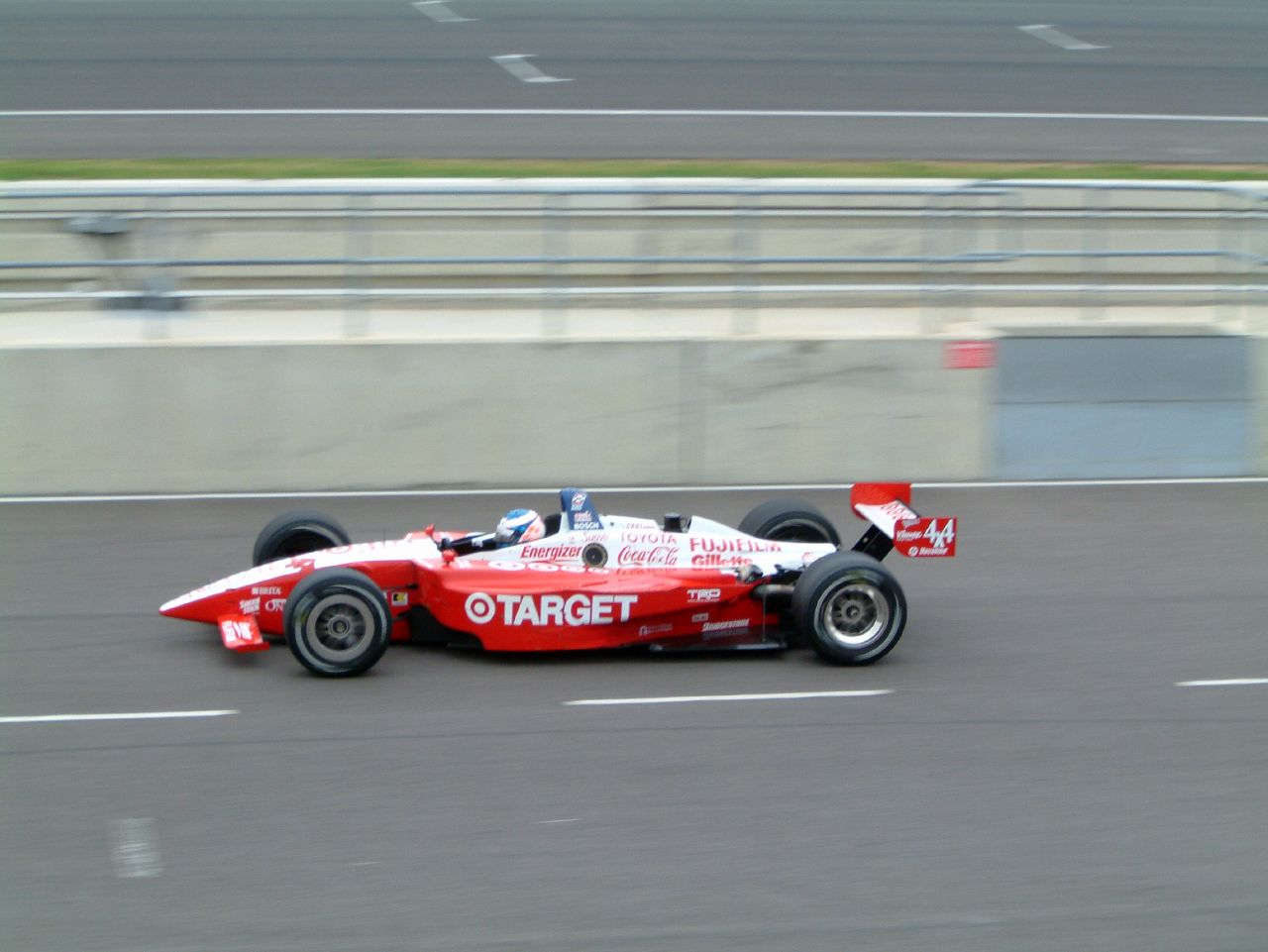
Seit 2002 tritt Dixon für Chip Ganassi Racing an

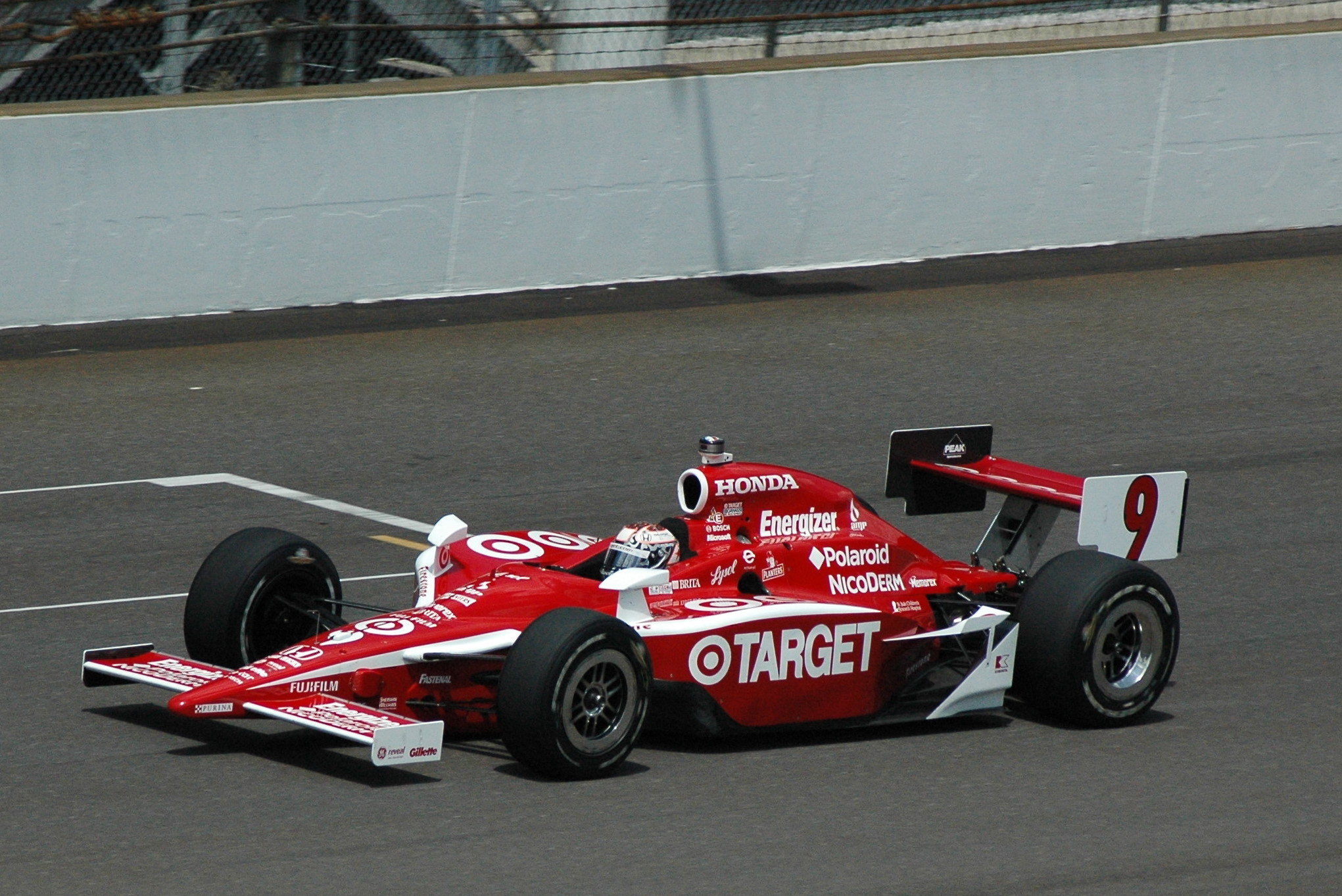
Dixon auf dem Weg zu seinem ersten Sieg des Indianapolis 500 2008

Scott Ronald Dixon, CNZM (* 22. Juli 1980 in Brisbane, Australien) ist ein neuseeländischer Automobilrennfahrer. Seit 2003 fährt er für Chip Ganassi Racing in der IndyCar Series und gewann sechsmal den Meistertitel (2003, 2008, 2013, 2015, 2018 und 2020). 2008 entschied er das Indianapolis 500 für sich. 2000 wurde er Meister der Indy Lights. Außerdem gewann er dreimal das 24-Stunden-Rennen von Daytona.

## Karriere

### Anfänge im Motorsport
Mit sieben Jahren begann er seine Motorsportkarriere im Kartsport, in dem er bis 1993 aktiv war. Im Alter von 13 Jahren wechselte Dixon 1994 in den Formelsport und wurde zum jüngsten Fahrer in Neuseeland, der jemals bei einem Formelrennen gestartet war. Er trat in der neuseeländischen Formel Vee an und wurde auf Anhieb Meister dieser Serie. In dem Jahr wurde er zum jüngsten Fahrer aller Zeiten, der ein Formelrennen gewann. Außerdem trat er in der B-Klasse der neuseeländischen Formel Ford an und sicherte sich den Vizemeistertitel dieser Klasse. Die nächsten beiden Jahre blieb Dixon in der neuseeländischen Formel Ford und gewann 1995 zunächst den Meistertitel der B-Klasse und ein Jahr später die reguläre Meisterschaft.
1997 wechselte Dixon für zwei Jahre in die Australian Drivers’ Championship. Nachdem er in seiner ersten Saison den dritten Gesamtrang belegt hatte, sicherte er sich in seiner zweiten Saison den Meistertitel dieser Rennserie. 1999 wechselte Dixon nach Nordamerika in die Indy Lights und trat für Johansson Motorsports, den Rennstall des ehemaligen Formel-1-Rennfahrers Stefan Johansson an. Johansson übernahm zugleich die Position des Managers von Scott Dixon, die er bis heute ausübt. Dixon gewann in seiner ersten Saison ein Rennen und belegte den fünften Gesamtrang. Darüber hinaus startete er bei einem Rennen der ALMS. 2000 blieb er in der Indy Lights und wechselte zu PacWest Racing. Dixon entschied sechs von zwölf Rennen für sich und gewann den Meistertitel mit neun Punkten Vorsprung auf Townsend Bell.

### CART
2001 wechselte Dixon in die CART-Serie, in der er erneut für PacWest Racing antrat, und wurde Teamkollege des ehemaligen Formel-1-Piloten Maurício Gugelmins. Dixon war auf Anhieb schneller als sein Teamkollege und gewann bereits sein drittes Rennen in der Serie, das in Nazareth stattfand. Im weiteren Saisonverlauf erzielte er eine weitere Podest-Platzierung und belegte am Saisonende, deutlich vor seinem Teamkollegen, den achten Gesamtrang. 2002 wechselte Dixon zu Target Chip Ganassi Racing und wurde dritter Pilot neben Bruno Junqueira und Kenny Bräck. Es gelang ihm nicht, mit seinen erfahreneren Teamkollegen mitzuhalten, und er belegte am Saisonende den 13. Gesamtrang. Sein bestes Resultat war ein zweiter Platz.

### IndyCar Series

#### 2003–2005

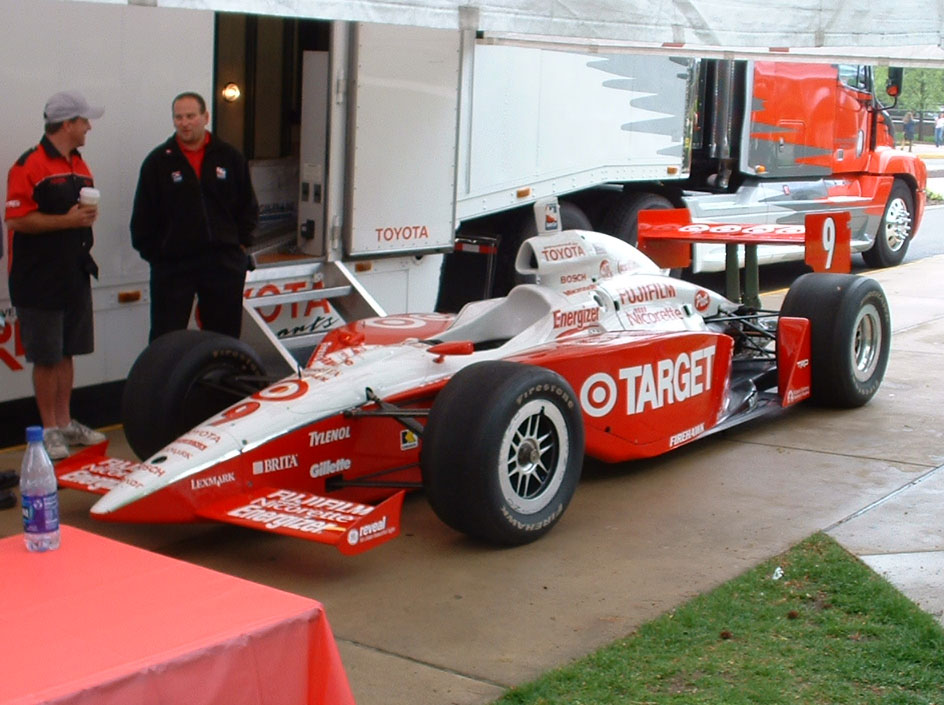
Das Fahrzeug aus der Saison 2005

2003 wechselte Dixon zusammen mit seinem Team, das sich Penske und Andretti Green Racing anschloss, in die IndyCar Series. Sein neuer Teamkollege wurde der Südafrikaner Tomas Scheckter. Dixon gewann neben dem Saisonauftakt zwei weitere Rennen und wurde zum ersten Mal Meister der IndyCar Series. Sein größter Konkurrent um den Titel war Penske-Pilot Gil de Ferran. 2004 erhielt Dixon mit Darren Manning erneut einen neuen Teamkollegen. Dixon hielt in dieser Saison nicht mit der Spitze des Feldes mit und belegte am Saisonende mit nur einer Podest-Platzierung den zehnten Gesamtrang, womit er Manning, der Elfter wurde, hinter sich ließ. Außerdem absolvierte er einen Formel-1-Test für den britischen Rennstall Williams. 2005 trat Chip Ganassi Racing mit drei Autos an, und Ryan Briscoe wurde ein weiterer Teamkollege von Dixon. Die Saison verlief für das gesamte Team nicht gut, da die drei Piloten im Laufe der Saison 28 Rennwagen bei Unfällen zerstörten. Briscoe wurde bei einem dieser Unfälle schwerer verletzt; Manning wurde nach zehn Rennen entlassen und durch Jaques Lazier und Giorgio Pantano, die sich ein Cockpit teilten, ersetzt. Dixon festigte in der Saison seine Position als teaminterne Nummer eins und holte sich beim zweitletzten Rennen in Watkins Glen seinen ersten Sieg seit seinem Titelgewinn. In der Gesamtwertung reichte es allerdings nur für den 13. Platz.

#### 2006–2007
Für die Saison 2006 trat Dixon erstmals mit Honda-Motoren, die in dieser Saison von allen Teams verwendet wurden, an. In den Vorjahren verwendete der Rennstall Motoren von Toyota. Dan Wheldon, der in der Vorsaison den Meistertitel gewonnen hatte, wurde neuer Teamkollege von Dixon. In dieser Saison gelang es dem Rennstall, wieder an der Spitze mitzufahren, und Dixon gewann, wie sein Teamkollege, zwei Rennen. Am Saisonende belegte er mit knappen Rückstand auf Wheldon und dem Meister Sam Hornish junior den vierten Gesamtrang. 2007 fuhr Dixon erneut an der Spitze des Feldes mit und entschied vier Rennen, davon drei in Folge, für sich. Am Saisonende verlor er mit 624 zu 637 Punkten knapp den Meistertitel gegen Dario Franchitti und wurde Vizemeister.

#### 2008–2009
2008 bestritt Dixon seine sechste Saison in der IndyCar Series für Target Chip Ganassi Racing und startete mit einem Sieg beim Saisonauftaktrennen gut in die Saison. Sein zweiter Saisonsieg folgte beim Saisonhöhepunkt, dem Indianapolis 500, das er zum ersten Mal in seiner Karriere gewann. Dabei erzielte er zunächst die Pole-Position und fuhr im Rennen die meisten Führungsrunden. Mit vier weiteren Siegen und sechs weiteren Podest-Platzierungen sicherte er sich am Saisonende zum zweiten Mal in seiner Karriere den Meistertitel der IndyCar Series. 2009 erhielt Dixon mit Franchitti einen neuen Teamkollegen bei Target Chip Ganassi Racing. Beide Piloten gewannen jeweils fünf Rennen und duellierten sich mit Penske-Pilot Briscoe um den Meistertitel. Beim letzten Rennen musste sich Dixon geschlagen geben und wurde hinter Franchitti Vizemeister.

#### 2010–2011

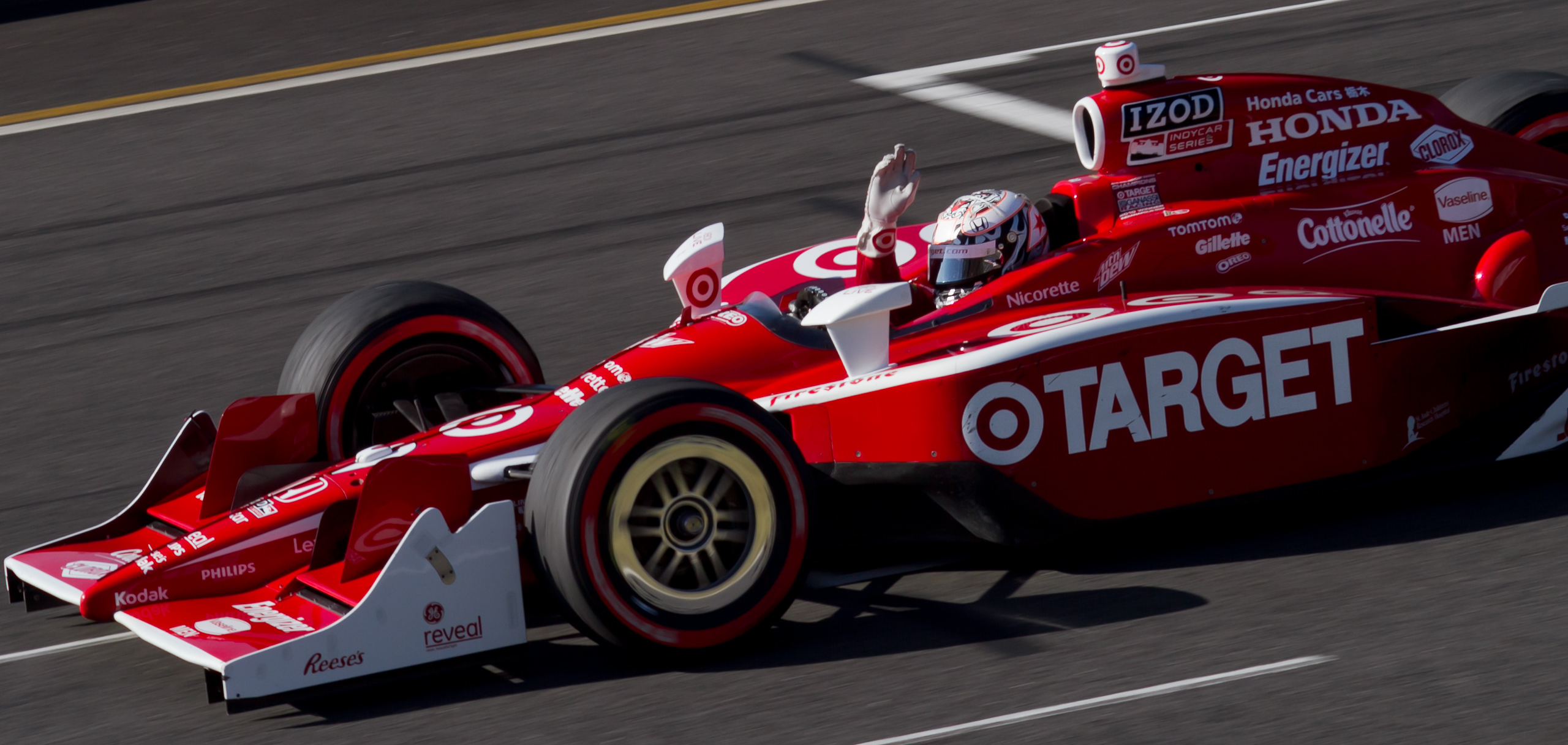
Dixon feiert seinen Sieg in Motegi 2011

2010 fuhr Dixon erneut an der Seite von Franchitti in der IndyCar Series. Nachdem er bei den ersten Rennen auf den Rundkursen einen zweiten Platz als bestes Ergebnis vorweisen konnte, gewann er gleich das erste Ovalrennen der Saison in Kansas. In Edmonton folgte im elften Rennen sein erster Saisonsieg auf einer Rundstrecke. Dabei profitierte er von einer Strafe gegen Hélio Castroneves, der als Erster die Ziellinie überquert hatte. Während sein Teamkollege beim Saisonfinale in Homestead den Meistertitel gewann, entschied Dixon sein drittes Saisonrennen für sich. Im Gesamtklassement belegte er den dritten Platz. 2011 bestritt Dixon seine neunte IndyCar-Saison für Ganassi. In den ersten vier Rennen, die auf Straßen- und Stadtkursen stattfanden, kam Dixon mit einem zweiten Platz nur einmal unter den ersten zehn Piloten ins Ziel. Beim ersten Ovalrennen, dem Indianapolis 500, startete er vom zweiten Platz und lag die meisten Runden in Führung. Zum Sieg reichte es aber nicht und er kam als Sechster ins Ziel. Bei der nächsten Veranstaltung in Fort Worth wurde er bei beiden Rennen Zweiter. Nach zwei weiteren Podest-Platzierungen fuhr er in Lexington zu seinem ersten Saisonsieg. Er erzielte bei dem Rennen die Pole-Position, die schnellste Runde und die meisten Führungsrunden. In Motegi entschied er ein weiteres Rennen für sich. Die Saison beendete er auf dem dritten Platz in der Meisterschaft, während Franchitti abermals den Titel holte. Obwohl Dixon kein Ovalrennen gewonnen hatte, entschied er die A.J.-Foyt-Trophäe für den besten Piloten auf Ovalkursen für sich.

#### 2012

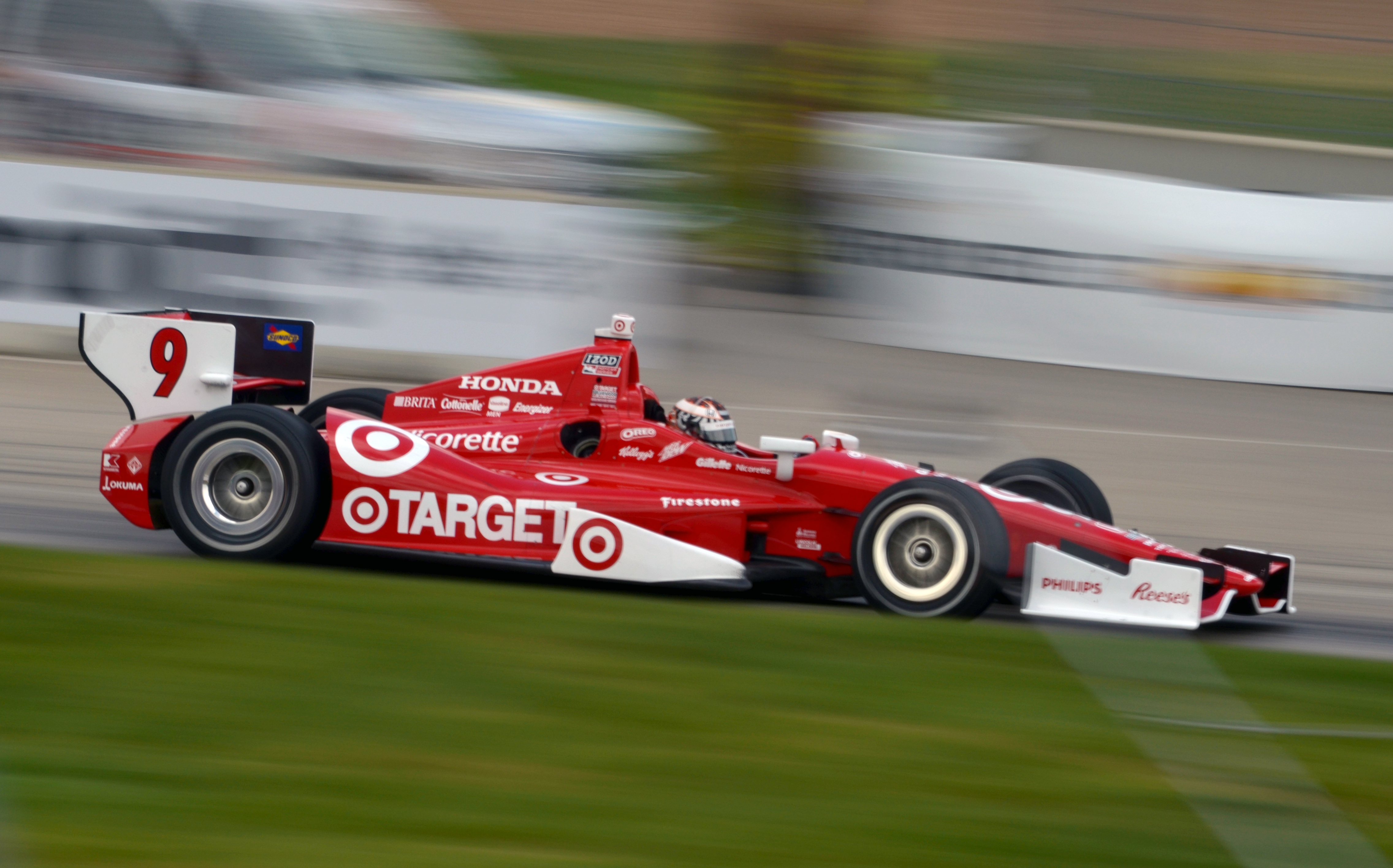
Scott Dixon erzielte 2012 in Detroit einen von zwei Saisonsiegen

2012 absolvierte Dixon seine zehnte IndyCar-Saison für Ganassi. Bei den ersten zwei Rennen in St. Petersburg und Birmingham erzielte er zwar die meisten Führungsrunden, zum Sieg reichte es aber in beiden Fällen nicht und er wurde Zweiter. Beim Indianapolis 500 absolvierte er erneut einige Führungsrunden. Der Sieg gelang ihm jedoch abermals nicht. Hinter seinem Teamkollegen Franchitti wurde er Zweiter. Ein Rennen später in Detroit erzielte er schließlich von der Pole-Position startend mit einem Start-Ziel-Sieg seinen ersten Saisonsieg. Beim folgenden Rennen, dem Firestone 550, lag Dixon die meisten Runden in Führung. Er verlor jedoch in der zweiten Hälfte des Rennens die Kontrolle über sein Fahrzeug und schlug in die Streckenbegrenzung ein. Nachdem er in West Allis nach einer Durchfahrtsstrafe, die fehlerhaft verhängt worden war, Elfter geworden war, erreichte er in Newton als Vierter das Ziel. Nach einem Ausfall und einem zehnten Platz entschied Dixon das Honda Indy 200 at Mid-Ohio für sich. Damit gewann er dieses Indy zum vierten Mal innerhalb der letzten sechs Jahre. Mit einem dritten Platz beim letzten Rennen in Fontana beendete Dixon die Saison auf dem dritten Platz der Fahrerwertung. Teamintern setzte er sich erstmals gegen Franchitti durch und wurde seit 2008 zum ersten Mal wieder bester Ganassi-Pilot.

#### 2013
2013 blieb Dixon bei Ganassi in der IndyCar Series. Nach einem fünften Platz beim Saisonauftakt in St. Petersburg, wurde Dixon Zweiter in Birmingham. Es war das vierte Mal in Folge, dass er bei dieser Veranstaltung auf dem zweiten Platz ins Ziel kam. Nachdem Dixon in den nächsten acht Rennen nur dreimal in die Top 10 gekommen war, gewann er mit dem Rennen in Pocono und den zwei Rennen in Toronto drei Rennen innerhalb von sieben Tagen. Damit verbesserte er sich in der Fahrerwertung vom siebten auf den zweiten Platz. Nach einem siebten Platz in Lexington, war Dixon beim GoPro Grand Prix of Sonoma in einen Boxengassen-Zwischenfall verwickelt. Er kollidierte mit einem Mechaniker der Boxencrew von Will Power. Der Mechaniker blieb unverletzt. Die Rennleitung gab Dixon die Schuld an der Kollision und belegte ihn mit einer Durchfahrtsstrafe. Dadurch fiel Dixon, der bis dahin 27 Runden in Führung lag, ans Ende des Feldes zurück. Er kam auf dem 15. Platz ins Ziel. Nachdem er im Training der nächsten Veranstaltung in Baltimore von Power umgedreht worden war und die Mauer berührt hatte, gerieten die beiden Fahrer im Rennen erneut aneinander. Bei einem Restart versuchte Dixon ein Überholmanöver. Dabei wurde er von Power übersehen, und die beiden kollidierten. Dixons beschädigtes Fahrzeug wurde nicht zurück an die Box gebracht. Dixon war nach dem Rennen äußerst wütend auf mehrere Entscheidungen der Rennleitung und sagte, dass sich IndyCar-Renndirektor Beaux Barfield wie ein Idiot benommen habe und forderte dessen Entlassung. Dixon wurde anschließend aufgrund seiner Äußerungen mit einer Geldstrafe in Höhe von 30.000 US-Dollar belegt und zudem bis zum Jahresende auf Bewährung gesetzt. Mit einem Rückstand von 49 Punkten auf den Führenden Castroneves ging Dixon ins zweitletzte Rennwochenende, dem Shell and Pennzoil Grand Prix of Houston, der aus zwei Rennen bestand. Dixon gewann das erste Rennen und wurde Zweiter im zweiten. Da Castroneves in beiden Rennen mit großem Rückstand ins Ziel kam, übernahm Dixon die Meisterschaftsführung mit 25 Punkten Vorsprung. Beim Saisonfinale in Fontana reichte ihm ein fünfter Platz, um die IndyCar Series zum dritten Mal in seiner Karriere für sich zu entscheiden. Er hatte schlussendlich einen Vorsprung von 27 Punkten auf den zweitplatzierten Castroneves. Dixon war mit vier Siegen zudem der Fahrer, der in der Saison 2013 die meisten Rennen gewonnen hatte.

#### 2014–2016
2014 erhielt Dixon mit Tony Kanaan einen neuen Ganassi-Teamkollegen, der Franchitti ersetzte. Dixon kam in der ersten Saisonhälfte viermal in die Top 10 und erreichte einen dritten Platz in Birmingham. Es war das erste Mal, dass er beim Birmingham-Rennen nicht Zweiter wurde. In der zweiten Saisonhälfte kam Dixon nur einmal nicht die Top 10 und siebenmal in die Top 5. Er gewann in Lexington und Sonoma. Beim Saisonfinale in Fontana kam er auf dem zweiten Platz ins Ziel. Dank dieser Aufholjagd belegte Dixon am Saisonende den dritten Platz in der Meisterschaft. Damit war er der einzige Fahrer in den Top 4, der nicht für Penske fuhr.

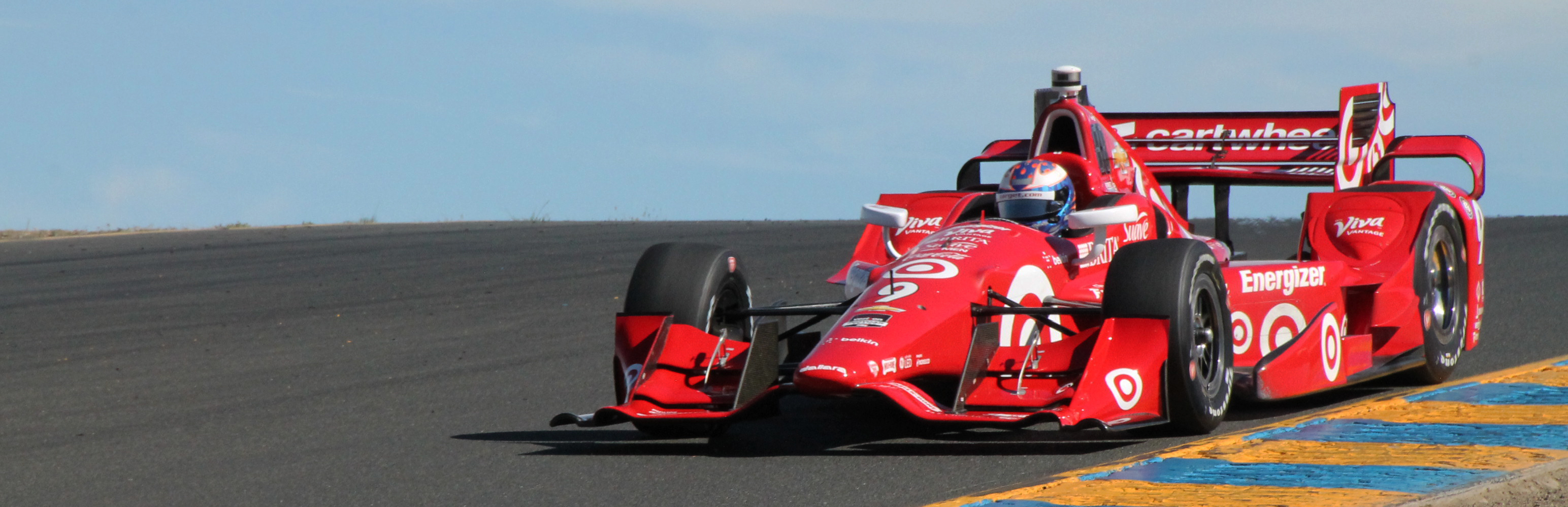
2015 gewann Dixon den Titel, weil er einen Sieg mehr als Juan Pablo Montoya hatte

2015 blieb Dixon bei Ganassi. Nach zwei Rennen ohne Top-10-Platzierung gewann er in Long Beach und wurde Dritter in Birmingham. Beim Indianapolis 500 erzielte er die Pole-Position und die meisten Führungsrunden. Er beendete das Rennen auf dem vierten Platz. Im weiteren Saisonverlauf gewann er außerdem in Fort Worth. Dixon ging als Dritter der Fahrerwertung in das letzte Saisonrennen in Sonoma, das er für sich entschied und in dem er die Bonuspunkte für die meisten Führungsrunden holte. Damit war er mit 556 Punkten punktgleich mit Montoya an der Spitze des Klassements. Da Dixon einen Sieg mehr als Montoya hatte, gewann Dixon den Meistertitel. Dixon war 2015 mit drei gewonnenen Rennen zudem der Fahrer mit den meisten Siegen.
2016 absolvierte Dixon seine 14. IndyCar-Saison für Ganassi. Das zweite Saisonrennen in Phoenix und das zweitletzte Saisonrennen in Watkins Glen gewann er. Er beendete die Saison als bester Ganassi-Fahrer auf dem sechsten Gesamtrang. Damit schaffte er es zum ersten Mal seit 2005 nicht mehr in die Top 4 der IndyCar Series.

#### 2017–2018
2017 fuhr Dixon seine 15. Saison für Ganassi, der von Chevrolet-Motoren auf Honda wechselte. Während der gesamten Saison hatte Dixon Aussichten auf seinen fünften Titel. Den einzigen Sieg errang er in Road America. Vor dem Saisonfinale in Sonoma lag er auf Platz 2 in der Meisterschaft. Am Ende musste er sich jedoch im Rennen mit dem vierten Platz u. a. hinter Josef Newgarden begnügen, der den Titel gewann. Dixon beendete die Saison als dritter, hinter zwei Penske-Fahrern.

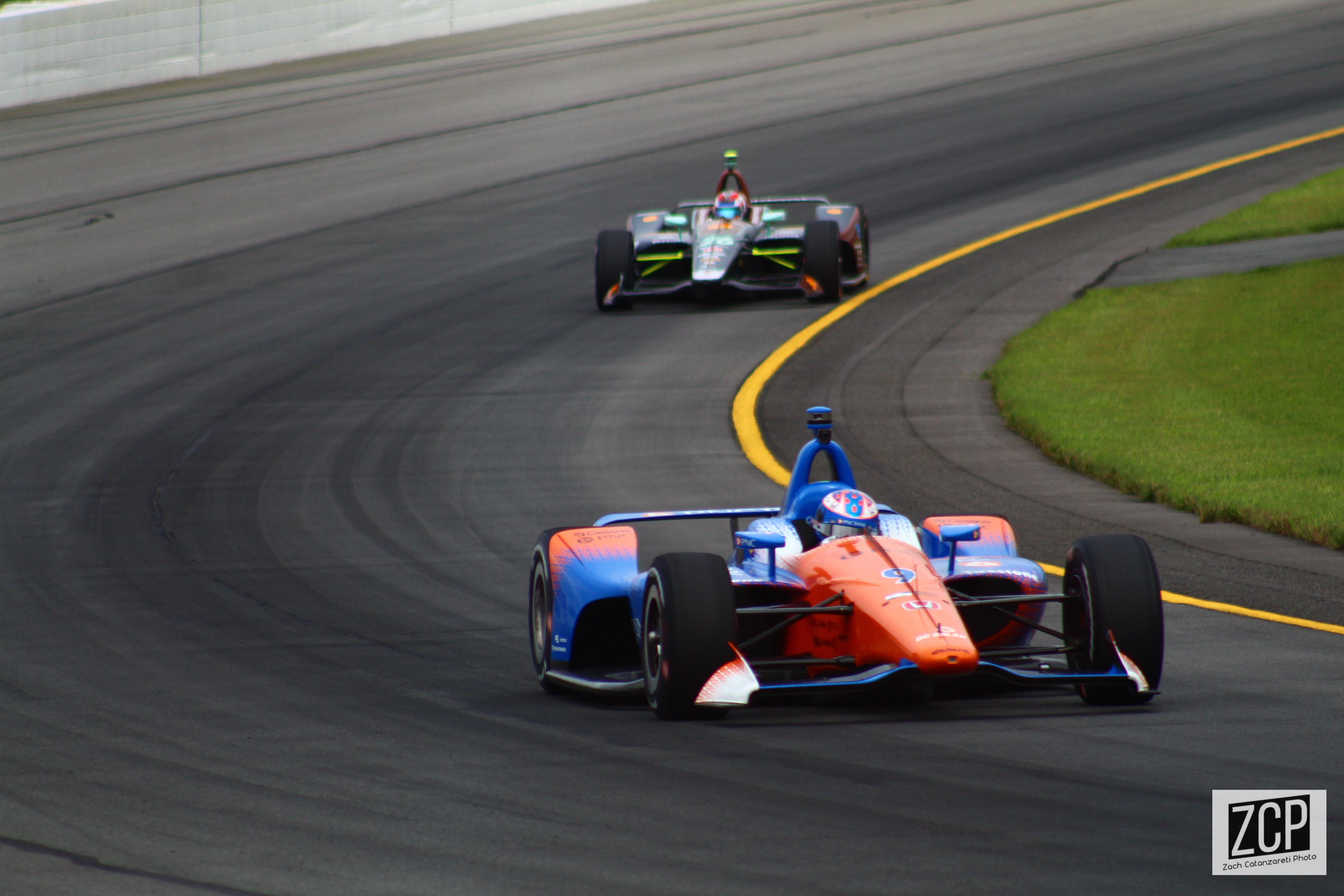
Dixon gewann 2018 seinen fünften IndyCar-Titel

Die Saison 2018 war die 16. für Dixon bei Ganassi. Chip Ganassi verkleinerte sein Team auf zwei Fahrzeuge, um sich auf einen weiteren Titelgewinn zu konzentrieren. 2018 verwendeten alle Teams erstmals wieder eine einheitliche Karosserie, die optisch an die CART-Rennwagen der 1990er und 2000er Jahre angelehnt war. Nach Siegen in Detroit, auf dem Texas Motor Speedway und in Toronto übernahm er die Führung in der Meisterschaft. Der Schlüsselmoment war ein Unfall in Portland, den er zwar unbeschadet überstand, aber ans Ende des Feldes zurückfiel und sich von dort auf Platz 5 vorkämpfte, während sein engster Rivale um den Titel Alexander Rossi durch eine ungünstige Boxenstopp-Strategie nur Platz 8 erreichte. Dixon und Rossi waren beim Saisonfinale in Sonoma die aussichtsreichsten Kandidaten für den Titel. Während Rossi direkt nach dem Start mit seinem Teamkollegen Marco Andretti kollidierte, sicherte sich Dixon mit einem zweiten Platz im Rennen den fünften Titel. Er ist damit 51 Jahren nach A. J. Foyt im Jahre 1967 der erste Fahrer, der sich einen 5. Titel sicherte. Mit seinen drei Saisonsiegen überholte Dixon in der Liste der Fahrer mit den meisten Siegen Michael Andretti (42) und liegt nun mit 44 Siegen auf Platz 3 hinter A. J. Foyt (67) und Mario Andretti (52.)

#### 2019–2022
Im Laufe der Saison 2018 gaben Dixon und Teamchef Chip Ganassi bekannt, die Zusammenarbeit langfristig fortsetzen zu wollen, so dass die Saison 2019 seine 17. für Ganassi war. Sein neuer Teamkollege war Felix Rosenqvist. Er beendete die Saison auf dem vierten Platz der Fahrerwertung und gewann zwei Rennen. Die Saison 2020 begann wegen der COVID-19-Pandemie mit knapp drei Monaten Verspätung. Er gewann die ersten drei Rennen und in Madison ein viertes. Danach hatte er 117 Punkte Vorsprung auf den zweitplatzierten Josef Newgarden. Nach den restlichen sechs Rennen betrug der Vorsprung am Saisonende 16 Punkte. Damit gewann Dixon seinen sechsten Meistertitel in der IndyCar-Series. 2021 holte er beim dritten Saisonrennen auf dem Texas Motor Speedway seinen einzigen Sieg. Er führte danach für drei Rennen die Gesamtwertung an. Beim Indy 500 startete er von der Pole-Position. Beim ersten Boxenstopp verlor er eine Runde. Der Stopp fand wegen einer Gelbphase später statt als geplant, so dass der Motor dabei wegen Treibstoffmangels ausging und wieder gestartet werden musste. Er beendete das Rennen als siebzehnter. In der Gesamtwertung belegte er den vierten Platz. In der Saison 2022 gewann Dixon zwei Rennen und wurde in der Meisterschaft dritter hinter Will Power und Josef Newgarden.

### Sportwagenrennen
Von 2005 bis 2019 startete Dixon jeweils zum 24-Stunden-Rennen von Daytona in der Rolex Sports Car Series (ab 2014 in der United SportsCar Championship, USCC) für Chip Ganassi Racing. 2006 gewann er das Rennen zusammen mit seinen Teamkollegen Casey Mears und Dan Wheldon. 2011 erreichte er mit Dario Franchitti, Jamie McMurray und Juan Pablo Montoya den zweiten Platz. 2015 erreichte er wiederum den Gesamtsieg bei den 24 Stunden von Daytona, zusammen mit Tony Kanaan, Kyle Larson und Jamie McMurray. Da Chip Ganassi Racing 2020 keinen Wagen beim 24-Stunden-Rennen einsetzte startet er für die Vorjahressieger Wayne Taylor Racing. Zusammen mit Kamui Kobayashi, Renger van der Zande und Ryan Briscoe gewann Dixon das Rennen zum dritten Mal. Das Team stellte dabei mit 833 Runden einen neuen Distanzrekord auf.
Für das werksunterstützte Ford GT-Team von Chip Ganassi trat Dixon als dritter Fahrer bei den längeren Rennen in der IMSA WeatherTech SportsCar Championship und bei den 24 Stunden von Le Mans an. Von 2016 bis 2019 holte er einen Klassensieg in Daytona 2018 und einen dritten Platz in Le Mans 2016 mit seinen Teamkollegen Ryan Briscoe und Richard Westbrook.

## Persönliches
Dixon, dessen Eltern Neuseeländer sind, wurde im australischen Brisbane geboren. Als Dixon noch sehr jung war, kehrte die Familie nach Neuseeland zurück und er wuchs in Auckland auf.
Seit 2008 ist Dixon mit Emma Davies verheiratet. Die beiden haben zwei Töchter und einen Sohn.

## Statistik

### Karrierestationen
| - 1987–1993: Kartsport - 1994: Neuseeländische Formel Vee (Meister) - 1994: Neuseeländische Formel Ford, Klasse B (Platz 2) - 1995: Neuseeländische Formel Ford, Klasse B (Meister) - 1996: Neuseeländische Formel Ford (Meister) - 1997: Australian Drivers’ Championship (Platz 3) - 1998: Australian Drivers’ Championship (Meister) - 1999: Indy Lights (Platz 5) - 1999: ALMS, Prototyp - 2000: Indy Lights (Meister) - 2001: CART (Platz 8) - 2002: CART (Platz 13) - 2003: IndyCar Series (Meister) - 2004: IndyCar Series (Platz 10) - 2005: IndyCar Series (Platz 13) - 2005: Rolex Sports Car Series, DP (Platz 66) - 2006: IndyCar Series (Platz 4) - 2006: Rolex Sports Car Series, DP (Platz 58) | - 2007: IndyCar Series (Platz 2) - 2007: Rolex Sports Car Series, DP (Platz 75) - 2008: IndyCar Series (Meister) - 2008: AMLS, LMP2 (Platz 17) - 2008: Rolex Sports Car Series, DP (Platz 60) - 2009: IndyCar Series (Platz 2) - 2009: ALMS, LMP1 (Platz 18) - 2009: Rolex Sports Car Series, DP (Platz 40) - 2010: IndyCar Series (Platz 3) - 2010: Rolex Sports Car Series, DP (Platz 65) - 2011: IndyCar Series (Platz 3) - 2011: Rolex Sports Car Series, DP (Platz 24) - 2012: IndyCar Series (Platz 3) - 2012: Rolex Sports Car Series, DP (Platz 21) - 2013: IndyCar Series (Meister) - 2013: Rolex Sports Car Series, DP (Platz 27) - 2014: IndyCar Series (Platz 3) - 2014: USCC, Prototype (Platz 26) | - 2015: IndyCar Series (Meister) - 2015: USCC, Prototype (Platz 13) - 2016: IndyCar Series (Platz 6) - 2016: WSCC, P (Platz 29) - 2016: WSCC, GTLM (Platz 21) - 2017: IndyCar Series (Platz 3) - 2017: WSCC, GTLM (Platz 15) - 2018: IndyCar Series (Meister) - 2018: WSCC, GTLM (Platz 11) - 2019: IndyCar Series (Platz 4) - 2019: WSCC, GTLM (Platz 17) - 2020: IndyCar Series (Meister) - 2020: WSCC, DPi (Platz 16) - 2021: IndyCar Series (Platz 4) - 2021: WSCC, DPi (Platz 13) - 2022: IndyCar Series (Platz 3) - 2023: IndyCar Series (Platz 2) - 2024: IndyCar Series (Platz 6) |

### Einzelergebnisse in der IndyCar Series
| Jahr | Team                       | 1   | 2   | 3   | 4    | 5     | 6     | 7    | 8   | 9   | 10   | 11   | 12   | 13  | 14  | 15   | 16   | 17  | 18  | 19  | Punkte | Rang |
| ---- | -------------------------- | --- | --- | --- | ---- | ----- | ----- | ---- | --- | --- | ---- | ---- | ---- | --- | --- | ---- | ---- | --- | --- | --- | ------ | ---- |
| 2003 | Target Chip Ganassi Racing | HMS | PHX | MOT | INDY | TXS   | PPI   | RIR  | KAN | NSH | MIS  | STL  | KTY  | NZR | CHI | FON  | TX2  |     |     |     | 507    | 1.   |
| 2003 | Target Chip Ganassi Racing | 1   | 20  | 15  | 17   | 9     | 1     | 1    | 6   | 2   | 5    | 15   | 2    | 16  | 2   | 2    | 2    |     |     |     | 507    | 1.   |
| 2004 | Target Chip Ganassi Racing | HMS | PHX | MOT | INDY | TXS   | RIR   | KAN  | NSH | MIL | MIS  | KTY  | PPI  | NZR | CHI | FON  | TX2  |     |     |     | 355    | 10.  |
| 2004 | Target Chip Ganassi Racing | 18  | 2   | 5   | 8    | 14    | 8     | 12   | 8   | WD  | 7    | 13   | 20   | 9   | 7   | 8    | 6    |     |     |     | 355    | 10.  |
| 2005 | Target Chip Ganassi Racing | HMS | PHX | STP | MOT  | INDY  | TXS   | RIR  | KAN | NSH | MIL  | MIS  | KTY  | PPI | SNM | CHI  | WGL  | FON |     |     | 321    | 13.  |
| 2005 | Target Chip Ganassi Racing | 16  | 12  | 6   | 21   | 24    | 11    | 22   | 18  | 6   | 13   | 19   | 23   | 16  | 7   | 19   | 1    | 10  |     |     | 321    | 13.  |
| 2006 | Target Chip Ganassi Racing | HMS | STP | MOT | INDY | WGL   | TXS   | RIR  | KAN | NSH | MIL  | MIS  | KTY  | SNM | CHI |      |      |     |     |     | 460    | 4.   |
| 2006 | Target Chip Ganassi Racing | 5   | 2   | 9   | 6    | 1     | 2     | 11   | 4   | 1   | 10   | 16   | 2    | 4   | 2   |      |      |     |     |     | 460    | 4.   |
| 2007 | Target Chip Ganassi Racing | HMS | STP | MOT | KAN  | INDY  | MIL   | TXS  | IOW | RIR | WGL  | NSH  | MDO  | MIS | KTY | SNM  | DET  | CHI |     |     | 624    | 2.   |
| 2007 | Target Chip Ganassi Racing | 2   | 2   | 4   | 4    | 2     | 4     | 12   | 10  | 2   | 1*   | 1*   | 1    | 10  | 2   | 1    | 8    | 2   |     |     | 624    | 2.   |
| 2008 | Target Chip Ganassi Racing | HMS | STP | MOT | LBH  | KAN   | INDY  | MIL  | TXS | IOW | RIR  | WGL  | NSH  | MDO | EDM | KTY  | SNM  | DET | CHI | SRF | 646    | 1.   |
| 2008 | Target Chip Ganassi Racing | 1   | 22  | 3*  |      | 3*    | 1*    | 2*   | 1   | 4   | 3    | 11   | 1    | 3   | 1   | 1*   | 12   | 5   | 2   | 2   | 646    | 1.   |
| 2009 | Target Chip Ganassi Racing | STP | LBH | KAN | INDY | MIL   | TXS   | IOW  | RIR | WGL | TOR  | EDM  | KTY  | MDO | SNM | CHI  | MOT  | HMS |     |     | 605    | 2.   |
| 2009 | Target Chip Ganassi Racing | 16  | 15  | 1*  | 6*   | 1     | 3     | 5    | 1*  | 3   | 4    | 3    | 7*   | 1*  | 13  | 2    | 1*   | 3   |     |     | 605    | 2.   |
| 2010 | Target Chip Ganassi Racing | SAO | STP | ALA | LBH  | KAN   | INDY  | TXS  | IOW | WGL | TOR  | EDM  | MDO  | SNM | CHI | KTY  | MOT  | HMS |     |     | 547    | 3.   |
| 2010 | Target Chip Ganassi Racing | 6   | 18  | 2   | 4    | 1*    | 5     | 4    | 6   | 8   | 20   | 1    | 5    | 2   | 8   | 7    | 6    | 1   |     |     | 547    | 3.   |
| 2011 | Target Chip Ganassi Racing | STP | ALA | LBH | SAO  | INDY  | TXS   | TXS  | MIL | IOW | TOR  | EDM  | MDO  | NHA | SNM | BAL  | MOT  | KTY | LSV |     | 518    | 3.   |
| 2011 | Target Chip Ganassi Racing | 16  | 2   | 18  | 12   | 6*    | 2     | 2    | 7   | 3   | 2    | 23   | 1*   | 3   | 5   | 5    | 1*   | 3   | C   |     | 518    | 3.   |
| 2012 | Target Chip Ganassi Racing | STP | ALA | LBH | SAO  | INDY  | DET   | TXS  | MIL | IOW | TOR  | EDM  | MDO  | SNM | BAL | FON  |      |     |     |     | 435    | 3.   |
| 2012 | Target Chip Ganassi Racing | 2*  | 2*  | 23  | 17   | 2     | 1*    | 18*  | 11  | 4   | 25   | 10   | 1    | 13  | 4   | 3    |      |     |     |     | 435    | 3.   |
| 2013 | Target Chip Ganassi Racing | STP | ALA | LBH | SAO  | INDY  | DET   | DET  | TXS | MIL | IOW  | POC  | TOR  | TOR | MDO | SNM  | BAL  | HOU | HOU | FON | 577    | 1.   |
| 2013 | Target Chip Ganassi Racing | 5   | 2   | 11  | 18   | 14L   | 4     | 4    | 23  | 6   | 16   | 1L   | 1L   | 1*  | 7   | 15*  | 19   | 1*  | 2L  | 5L  | 577    | 1.   |
| 2014 | Target Chip Ganassi Racing | STP | LBH | ALA | IMS  | INDY  | DET   | DET  | TXS | HOU | HOU  | POC  | IOW  | TOR | TOR | MDO  | MIL  | SNM | FON |     | 604    | 3.   |
| 2014 | Target Chip Ganassi Racing | 4   | 12L | 3L  | 15   | 29L15 | 11L   | 4    | 5   | 19  | 18   | 5    | 4L   | 5   | 7   | 1*   | 4    | 1L  | 2L  |     | 604    | 3.   |
| 2015 | Chip Ganassi Racing Teams  | STP | NOL | LBH | ALA  | IMS   | INDY  | DET  | DET | TXS | TOR  | FON  | MIL  | IOW | MDO | POC  | SNM  |     |     |     | 556    | 1.   |
| 2015 | Chip Ganassi Racing Teams  | 15  | 11  | 1*  | 3L   | 10L   | 4*    | 5    | 20L | 1*  | 8    | 6L   | 7L   | 18  | 4L  | 9    | 1*   |     |     |     | 556    | 1.   |
| 2016 | Chip Ganassi Racing Teams  | STP | PHO | LBH | ALA  | IMS   | INDY  | DET  | DET | ROA | IOW  | TOR  | MDO  | POC | TXS | WGL  | SNM  |     |     |     | 477    | 6.   |
| 2016 | Chip Ganassi Racing Teams  | 7   | 1*  | 2L  | 10   | 7     | 813   | 19   | 5   | 22  | 3L   | 8*   | 22   | 6L  | 19  | 1*   | 17   |     |     |     | 477    | 6.   |
| 2017 | Chip Ganassi Racing Teams  | STP | LBH | ALA | PHO  | IMS   | INDY  | DET  | DET | TXS | ROA  | IOW  | TOR  | MDO | POC | STL  | WGL  | SNM |     |     | 621    | 3.   |
| 2017 | Chip Ganassi Racing Teams  | 3   | 4*  | 2L  | 5    | 2     | 32L1  | 2L   | 6   | 9L  | 1*   | 8    | 10   | 9   | 6*  | 2    | 2L   | 4   |     |     | 621    | 3.   |
| 2018 | Chip Ganassi Racing        | STP | PHO | LBH | ALA  | IMS   | INDY  | DET  | DET | TXS | ROA  | IOW  | TOR  | MDO | POC | STL  | POR  | SNM |     |     | 678    | 1.   |
| 2018 | Chip Ganassi Racing        | 6   | 4   | 11  | 6    | 2     | 39    | 1*   | 4   | 1*  | 3    | 12   | 1*   | 5   | 3L  | 3*   | 5    | 2   |     |     | 678    | 1.   |
| 2019 | Chip Ganassi Racing        | STP | COA | ALA | LBH  | IMS   | INDY  | DET  | DET | TXS | ROA  | TOR  | IOW  | MDO | POC | STL  | POR  | LAG |     |     | 578    | 4.   |
| 2019 | Chip Ganassi Racing        | 2   | 13  | 2L  | 3    | 2*    | 17L9  | 22   | 1*  | 17L | 5    | 2    | 2L   | 1*  | 2L  | 20   | 16L  | 3   |     |     | 578    | 4.   |
| 2020 | Chip Ganassi Racing        | TXS | IMS | ROA | ROA  | IOW   | IOW   | INDY | STL | STL | MDO  | MDO  | IMS  | IMS | STP |      |      |     |     |     | 537    | 1.   |
| 2020 | Chip Ganassi Racing        | 1*  | 1L  | 1L  | 12   | 2     | 5L    | 2*2  | 1L  | 5   | 10   | 10   | 9    | 8   | 3   |      |      |     |     |     | 537    | 1.   |
| 2021 | Chip Ganassi Racing        | ALA | STP | TXS | TXS  | IMS   | INDY  | DET  | DET | ROA | MDO  | NSH  | IMS  | STL | POR | LAG  | LBH  |     |     |     | 481    | 4.   |
| 2021 | Chip Ganassi Racing        | 3   | 5   | 1*  | 4*   | 9L    | 171   | 8L   | 7   | 4L  | 4    | 2    | 17   | 19  | 3L  | 13   | 3L   |     |     |     | 481    | 4.   |
| 2022 | Chip Ganassi Racing        | STP | TXS | LBH | ALA  | IMS   | INDY  | DET  | ROA | MDO | TOR  | IOW1 | IOW2 | IMS | NSH | GAT  | POR  | LAG |     |     | 521    | 3.   |
| 2022 | Chip Ganassi Racing        | 8L  | 5   | 6   | 5    | 10    | 211L* | 3L   | 9   | 5   | 1L*  | 5    | 4    | 8   | 1L  | 8    | 3    | 12  |     |     | 521    | 3.   |
| 2023 | Chip Ganassi Racing        | STP | TXS | LBH | ALA  | IMS   | INDY  | DET  | ROA | MDO | TOR  | IOW1 | IOW2 | NSH | IMS | GAT  | POR  | LAG |     |     | 656    | 2.   |
| 2023 | Chip Ganassi Racing        | 3L  | 5L  | 27  | 7    | 6L    | 6     | 4    | 4   | 2L  | 4L   | 6    | 6L   | 5   | 1L  | 1L*  | 3L   | 1L  |     |     | 656    | 2.   |
| 2024 | Chip Ganassi Racing        | STP | LBH | ALA | IMS  | INDY  | DET   | ROA  | LAG | MDO | IOW1 | IOW2 | TOR  | GAT | POR | MIL1 | MIL2 | NSH |     |     | 456    | 6.   |
| 2024 | Chip Ganassi Racing        | 7   | 1L* | 15  | 4L   | 3L    | 1L*   | 21   | 6   | 27  | 4    | 4    | 3L   | 11  | 28  | 10   | 2    | 17  |     |     | 456    | 6.   |
| 2025 | Chip Ganassi Racing        | STP | TTC | LBH | ALA  | IMS   | INDY  | DET  | GAT | ROA | MDO  | IOW1 | IOW2 | TOR | LAG | POR  | MIL1 | NSH |     |     | 392    | 3.   |
| 2025 | Chip Ganassi Racing        | 2L  | 10  | 8L  | 12   | 5     | 204   | 11L  | 4L  | 9L* | 1L   | 10   | 2    | 10  | 5   |      |      |     |     |     | 392    | 3.   |

Legende
Anmerkungen
1. ↑  Fand am selben Tag wie der Toyota Grand Prix of Long Beach statt.
2. ↑  Fand am selben Tag wie der Indy Japan 300 statt.
3. ↑  Es wurden keine Punkte vergeben.

### Le-Mans-Ergebnisse
| Jahr | Team                         | Fahrzeug            | Teamkollege        | Teamkollege          | Platzierung | Ausfallgrund    |
| ---- | ---------------------------- | ------------------- | ------------------ | -------------------- | ----------- | --------------- |
| 2016 | Ford Chip Ganassi Team USA   | Ford GT             | Ryan Briscoe       | Richard Westbrook    | Rang 20     |                 |
| 2017 | Ford Chip Ganassi Team USA   | Ford GT             | Ryan Briscoe       | Richard Westbrook    | Rang 23     |                 |
| 2018 | Ford Chip Ganassi Racing     | Ford GT             | Ryan Briscoe       | Richard Westbrook    | Rang 39     |                 |
| 2019 | Ford Chip Ganassi Racing USA | Ford GT             | Ryan Briscoe       | Richard Westbrook    | Rang 24     |                 |
| 2023 | Cadillac Racing              | Cadillac V-Series.R | Sébastien Bourdais | Renger van der Zande | Rang 4      |                 |
| 2024 | Cadillac Racing              | Cadillac V-Series.R | Sébastien Bourdais | Renger van der Zande | Ausfall     | Elektrikschaden |

### Sebring-Ergebnisse
| Jahr | Team                                         | Fahrzeug            | Teamkollege        | Teamkollege          | Platzierung | Ausfallgrund |
| ---- | -------------------------------------------- | ------------------- | ------------------ | -------------------- | ----------- | ------------ |
| 2009 | de Ferran Motorsports                        | Acura ARX-02a       | Gil de Ferran      | Simon Pagenaud       | Ausfall     | Mechanik     |
| 2014 | Chip Ganassi Racing with Felix Sabates       | Riley MkXXVI        | Tony Kanaan        | Sage Karam           | Rang 6      |              |
| 2015 | Chip Ganassi Racing with Felix Sabates       | Riley MkXXVI        | Scott Pruett       | Joey Hand            | Rang 4      |              |
| 2016 | Ford Chip Ganassi Racing                     | Ford GT             | Ryan Briscoe       | Richard Westbrook    | Rang 14     |              |
| 2017 | Ford Chip Ganassi Racing                     | Ford GT             | Ryan Briscoe       | Richard Westbrook    | Rang 10     |              |
| 2018 | Ford Chip Ganassi Racing                     | Ford GT             | Ryan Briscoe       | Richard Westbrook    | Rang 13     |              |
| 2019 | Ford Chip Ganassi Racing                     | Ford GT             | Ryan Briscoe       | Richard Westbrook    | Rang 15     |              |
| 2020 | Wayne Taylor Racing                          | Cadillac DPi V.R    | Ryan Briscoe       | Renger van der Zande | Rang 7      |              |
| 2021 | Cadillac Chip Ganassi Racing                 | Cadillac DPi V.R    | Kevin Magnussen    | Renger van der Zande | Rang 5      |              |
| 2023 | Cadillac Racing                              | Cadillac V-Series.R | Sébastien Bourdais | Renger van der Zande | Ausfall     | Wagenbrand   |
| 2024 | Cadillac Racing                              | Cadillac V-Series.R | Sébastien Bourdais | Renger van der Zande | Rang 2      |              |
| 2025 | Acura Meyer Shank Racing with Curb-Agajanian | Acura ARX-06        | Tom Blomqvist      | Colin Braun          | Rang 10     |              |

### Einzelergebnisse in der FIA-Langstrecken-Weltmeisterschaft
| Saison  | Team            | Rennwagen           | 1   | 2   | 3   | 4   | 5   | 6   | 7   | 8   | 9   |
| ------- | --------------- | ------------------- | --- | --- | --- | --- | --- | --- | --- | --- | --- |
| 2016    | Ford Ganassi    | Ford GT             | SIL | SPA | LEM | NÜR | MEX | AUS | FUJ | SHA | BAH |
| 2016    | Ford Ganassi    | Ford GT             | 20  |     |     |     |     |     |     |     |     |
| 2017    | Ford Ganassi    | Ford GT             | SIL | SPA | LEM | NÜR | MEX | AUS | FUJ | SHA | BAH |
| 2017    | Ford Ganassi    | Ford GT             | 23  |     |     |     |     |     |     |     |     |
| 2018/19 | Ford Ganassi    | Ford GT             | SPA | LEM | SIL | FUJ | SHA | SEB | SPA | LEM |     |
| 2018/19 | Ford Ganassi    | Ford GT             |     | 39  |     |     |     |     |     | 24  |     |
| 2023    | Cadillac Racing | Cadillac V-Series.R | SEB | POR | SPA | LEM | MON | FUJ | BAH |     |     |
| 2023    | Cadillac Racing | Cadillac V-Series.R | 4   |     |     |     |     |     |     |     |     |
| 2024    | Cadillac Racing | Cadillac V-Series.R | KAT | IMO | SPA | LEM | SAO | AUS | FUJ | BAH |     |
| 2024    | Cadillac Racing | Cadillac V-Series.R | DNF |     |     |     |     |     |     |     |     |